# عالیس
گروه تولیدی عالیس، یک برند نوشیدنی در ایران است که در زمینی به مساحت ۱۰هکتار در شهرک صنعتی چناران قرار دارد. 

## معرفی کارخانه و شرکت عالیس
گروه تولیدی «عالیس»، یکی از بزرگترین تولیدکنندگان انواع نوشیدنی در کشور است. این گروه سال‌ها پیش با هدف تولید فرآورده‌های لبنی پاستوریزه، در زمینی به وسعت ۱۰ هکتار واقع در شهرک صنعتی چناران آغاز به کار کرد و فعالیت خود را در جهت تحقق اهداف و سیاست‌های معین خود ادامه داد.
«عالیس» از همان ابتدا، کیفیت جهانی و کسب رضایت مشتری را سرلوحه ی کار خود قرار داد و در این راستا با پیاده‌سازی سیستم‌های مدیریت کیفیت OHSAS 18001:2007 – ISO 14001:2004 – HACCP – ISO 22000:2005 – ISO 9001:2008 به منظور ارتقای سطح کیفی و سلامت محصولات تولیدی، پیشگیری از آلودگی های زیست‌محیطی و افزایش سطح سلامت مصرف‌کنندگان راه خود را پیش گرفت.

## محصولات
شرکت «چشمه نوشان خراسان» که از شرکت های وابسته به «عالیس» محسوب می‌شود، محصولات خود اعم از انواع نوشابه‌های گازدار، دوغ‌های گازدار و بدون گاز، آب معدنی، آب آشامیدنی و آبمیوه‌های گازدار را با تکیه بر دانش فنی و تکنولوژی روز اروپا تهیه می‌کند و در اختیار مصرف‌کنندگان قرار می‎دهد.
شرکت «نیک رز چناران»، از دیگر شرکت‌های زیرمجموعه «عالیس»، ۱۲ طعم متفاوت ماءالشعیر را برای هر نوع ذائقه‌ای تولید می‌کند.

«عالیس» با تاسیس شرکت «بهار رز چناران» اقدام به تولید انواع مختلفی از لبنیات و نوشیدنی‌ها از جمله ماست میوه‌ای، شیر میوه‌ها، انواع آب میوه‌ها، شیرهای طعم‌دار، شیر ساده و دوغ(اسپیتیک) کرد. این محصولات به کمک مدرن‌ترین تکنولوژی‌های روز دنیا تولید و به بازار عرضه شدند.

## شرکت‌های وابسته
گروه کارخانجات عالیس از مجموعه‌ای از کارخانجات مدرن، مجهز و منحصربه‌فرد تشکیل شده است که در ادامه با معرفی آنها با مشخصات، محصولات و فرآیند تولید آنها آشنا می‌شویم.
معرفی کارخانه بهار رز عالیس
انواع شیر ساده پرچرب، کم‌چرب، شیرهای طعم‌دار کاکائو، نارگیل، توت‌فرنگی، قهوه،‌ مالت و دوغ در بسته‌بندی پت، با تکنولوژی اسپتیک و ماندگاری بالا از جمله محصولات تولیدی عالیس در کارخانه بهار رز است.
در این کارخانه، محصولات آبمیوه 100درصد طبیعی (سیب)، نکتار (انبه) و نوشیدنی‌های میوه‌ای گازدار (انگور قرمز، زرشک، انار، موهیتو، پرتقال و انبه)، نوشیدنی‌ میوه‌ای بدون گاز پرتقال، نوشابه گازدار (کولا، پرتقال و بلوبری)، دوغ گازدار و ماءالشعیر (ساده، لیمو، هلو، استوایی و قهوه) در بسته‌بندی شیشه تولید و عرضه می‌شوند.
همچنین محصولات نوشیدنی میوه‌ای گازدار (انگور قرمز، موهیتو)، نوشیدنی‌های بدون گاز (آناناس با تکه میوه، پرتقال با پالپ، هلو با تکه میوه، انگور قرمز با تکه آلوئه‌ورا)، ماءالشعیر (ساده، لیمو، هلو، استوایی، قهوه)، دوغ و نوشابه‌های گازدار (کولا، پرتقال، بلوبری، میوه‌های جنگلی، لیمو) در بسته‌بندی قوطی تولید و عرضه می‌شوند.
آبسازی بهار رز عالیس
آبسازی بهار رز عالیس در سال1395  در زمینی به مساحت 1000 مترمربع احداث شد که روزانه به میزان 2000 مترمکعب را در فرآیند تصفیه و تنظیم املاح آب برای تولید محصولات مختلف شرکت آماده‌سازی می‌کند.
چیلرخانه و سردخانه بهار رز عالیس
در سال 1395 در زمینی به مساحت 3500 مترمربع، سردخانه‌ای دومداره (زیرصفر و بالای صفر) با مبرد آمونیاک به ظرفیت 5000 تن به همراه سیستم چیلر آبسرد با ظرفیت 3000 کیلووات برودتی با موتورخانه مشترک احداث شد.
پست برق بهار رز عالیس
در سال 1392، دو خط 20کیلو ولت از پست مرکزی شهرک صنعتی چناران موسوم به پست 132 اخلمد به طول 4 کیلومتر اجرا شد و با نصب تجهیزات حفاظتی و تبدیلی در پست برق داخلی بهاررز به مساحت 100 مترمربع به ولتاژ 400 ولت تبدیل شد و جهت توزیع در کارخانه بهاررز به‌کار گرفته شد.
پروسس قوطی و شیشه بهار رز عالیس
پروسس قوطی و شیشه بهاررز عالیس چناران در سال 1396 و با تجهیزات و دستگاه‌های ساخت کشور آلمان، توسط تکنسین‌های خارجی و داخلی نصب و مورد بهره‌برداری قرار گرفت.
در خط قوطی، انواع محصولات نکتارهمراه با تکه میوه، انواع آبمیوه گازدار، انواع ماءالشعیر، نوشیدنی انرژی‌زا، نوشابه‌های گازدار و دوغ قوطی آماده‌سازی و تولید می‌شود.
در خط شیشه نیز، انواع محصولات نکتار و نکتار همراه با پالپ، انواع آبمیوه گازدار، انواع ماءالشعیر، نوشابه‌های گازدار و دوغ گازدار آماده‌سازی و تولید می‌شود.
معرفی کارخانه نیک رز عالیس
کارخانه نیک رز یکی از شرکت‌های زیرمجموعه عالیس است که در دو خط تولید مجزا و مجهز، فرآیند تولید تا بسته‌بندی را برعهده دارد.
خط تولید نیکرز ۱
این خط شامل دستگاه‌های بادکن، لیبلر، فیلر، تونل پاستور، شیرینگ و پالتایزر است. شرکت سازنده این خط KHS آلمان بوده است.
این خط نیز از ۳ سالن پروسس و فیلینگ و بسته‌بندی تشکیل شده است. فرایند تولید در این خط به ترتیب از پروسس شروع شده و با پکیج شدن بسته‌های شیرینگ توسط دستگاه پالتایزر و تحویل آن به انبار پایان می‌پذیرد. در فرایند تولید این خط، از سیستم پاستوریزاسیون به دو شکل (پاستور مستقیم با محصول و پاستور محصول خروجی از فیلر) جهت سلامت نهایی محصولات استفاده می‌شود.
این خط قابلیت تولید تمامی محصولات گازدار اعم از آبمیوه و ماءالشعیر و انواع نوشابه را در سایزهای 1000 سی‌سی جهت تولید آبمیوه و ماءالشعیرهای طعم‌دار و سایز 330 سی‌سی جهت تولید انواع ماءالشعیر و تولید انواع نوشابه در سایز 250 سی‌سی را داراست.
- تولید انواع آبمیوه در خط تولید نیکرز 1: انگور قرمز، لیموناد، موهیتو، سیب، انار، پرتقال انبه، بلوبری، زرشک انار، آلبالو.
- تولید انواع ماءالشعیر در خط تولید نیکرز 1: لیمو، آناناس، کلاسیک، استوایی، هلو.
- تولید انواع نوشابه در خط تولید نیکرز 1: کولا، پرتقالی، لیمویی، شاتوت.

در چارت سازمانی آن، یک نفر به‌عنوان سرشیفت و پشتیبان خط در دو شیفت کاری صبح و شب به‌صورت 12ساعته و به ازای هر دستگاه یک اپراتور مشغول به فعالیت است. یک نفر به‌عنوان رسیدگی‌کننده به گزارش کار پرسنل و تهیه گزارشات کنترل تولید و توقفات و کاربر ERP و هماهنگ‌کننده پرسنل و خط با واحد برنامه‌ریزی مشغول به‌کار هستند.
خط تولید نیکرز ۲
این خط کاملا اسپتیک بوده و تمامی دستگاه‌های آن که شامل دستگاه‌های بادکن، لیبلر، فیلر، شیرینگ و پالتایزر است، از شرکت سازنده این خط KHS آلمان می‌باشد.
این خط نیز از 3 سالن پروسس و فیلینگ و بسته‌بندی تشکیل شده است. فرایند تولید در این خط به ترتیب از پروسس شروع شده و با پکیج شدن بسته‌های شیرینگ توسط دستگاه پالتایزرو تحویل آن به انبار پایان می‌پذیرد. در فرایند تولید این خط از سیستم اسپتیک استفاده شده است بدین معنا که در تمامی فراید تولید محصول نیروی انسانی هیچ‌گونه دخالتی در کل فرایند تولید فیلر ندارد، از این‌رو محصول سالم‌تری تولید می‌شود.
این خط قابلیت تولید تمامی محصولات گازدار اعم از آبمیوه و ماءالشعیر و انواع نوشابه و آب معدنی، در سایزهای 1500 سی‌سی جهت تولید انواع نوشابه و سایز 1000 سی‌سی جهت تولید انواع آبمیوه و ماءالشعیرهای طعم‌دار و سایز 500 سی‌سی جهت تولید انواع آب معدنی و آب طعم‌دار و تولید انواع نوشابه در سایز 250 سی‌سی را داراست.
معرفی کارخانه چشمه نوشان عالیس
نوشابه گازدار (کولا، پرتقالی، شاه توت، لیمویی)، آب معدنی، دوغ (نعناع، سنتی، هشت گیاه)، دوغ گازدار که همگی در بسته‌بندی پت هستند و دوغ لیوانی از محصولات تولیدی چشمه نوشان عالیس است.
این خط تولید شامل دستگاه‌های بادکن، لیبلر، فیلر، شیرینگ و پالتایزر است.  شرکت‌های سازنده دستگاه‌های خط از ایتالیا، فرانسه و آلمان بوده که به تفکیک، دستگاه بادکن از شرکت سازنده سیدل فرانسه، لیبل و فیلر KHS از آلمان، دستگاه شیرینگ SMI از ایتالیا و پالتایزر آن نیز از ایتالیا هستند.
این خط از 3 سالن پروسس و فیلینگ و بسته‌بندی تشکیل شده است. فرایند تولید در این خط به‌ترتیب از پروسس شروع شده و با پکیج شدن بسته‌های شیرینگ توسط دستگاه پالتایزر و تحویل آن به انبار پایان می‌پذیرد.
در خط تولید چشمه نوشان، انواع نوشابه در سایزهای 2000 و 1500 سی‌سی و در طعم‌های کولا، پرتقالی، شاتوت، لیمویی در حال تولید هستند.
معرفی کارخانه رزین فرم عالیس
کارخانه رزین‌فرم چناران با پشتوانه تجربیات گران‌بهای برادران فیاض در صنایع غذایی و نوشیدنی پا به عرصه تولید گذاشت و به زنجیره تأمین مواد غذایی و نوشیدنی معرفی شد. این مجموعه با بهره‌گیری از تیم تولید باتجربه و گروه کنترل کیفیت متخصص سعی بر ارائه محصولات باکیفیت به صنعت نوشیدنی دارد.
طلوع گروه تولیدی رزین‌فرم چناران در سال 1398 و با هدف خدمتی شایسته به این مرز و بوم و کمک به ارتقای کیفیت بسته‌بندی نوشیدنی‌ها، با تفکری مبنی بر ارزش‌آفرینی، خدمت‌رسانی، اشتغال و تولید ایرانی و در عین حال با استفاده از ظرفیت‌های ملی رقم خورده است تا برگ زرین دیگری باشد بر تارک صنعت این سرزمین گهربار.
کارخانه رزین‌فرم چناران واقع در شهرک صنعتی چناران با پشتوانه‌ی بیش از یک دهه تجربه موفق در صنعت نوشیدنی، با بهره‌مندی از بهترین ماشین‌آلات روز دنیا تأسیس شده است. همچنین این کارخانه با دارا بودن سبد کالایی متنوعی در تولید انواع پریفرم با وزن‌ها و رنگ‌های متفاوت و همچنین با توان تولید بالا، توان تأمین انواع پریفرم موردنیاز صنایع نوشیدنی را داراست.
از انواع پریفرم‌های تولیدی این کارخانه می‌توان به پریفرم آب معدنی (در دو سایز 300 میلی‌لیتر، 5/1 لیتر)، ماءالشعیر، نوشابه در سایزهای مختلف و همچنین پریفرم‌های با خاصیت UV Barrier برای استفاده به‌عنوان بطری‌های تک لایه UHT Milk با تکنولوژی روز اروپا اشاره کرد.
این مجموعه با استفاده از ماشین‌آلات تولیدی PET LINE محصول شرکت NETSTAL، با بالاترین استانداردهای روز دنیا پریفرم تولید می‌کند. همچنین استفاده از قالب‌های 96 کویتیِ اختصاصیِ تکنولوژیِ نوینِ خنک‌کاریِ سه مرحله‌ایِ رباتیک این امکان را فراهم کرده است تا با سرعت تولید بسیار بالا بتواند پاسخگوی حجم بالای نیاز مشتریان باشد.
شرکت رزین فرم چناران همچنین در بهار سال 1402 فعالیت خود را در تولید در بطری آغاز کرده است. این شرکت با راه‌اندازی سایت جدید و ماشین‌آلات روز دنیا با تکنولوژی جدید  CompressionMolding دارای استانداردCE اروپا موفق به تولید انواع درب بطری شد.
درحال حاضرRFC قادر به تولید روزانه بیش از 2میلیون درب بطری پلاستیکی در سایز 28 میلی‌متری در رنگ‌های مختلف است.
خط تولید این واحد فوق مدرن، کاملاً مجهز به ماشین‌آلات پیشرفته و ابزارهای صنعتی تمام اتوماتیک شده است. این مجموعه با استفاده از ماشین‌آلات تولیدی SACMI محصول کشور ایتالیا، با بالاترین استانداردهای روزدنیا درب تولید می‌کند که در فرآیند تولید درب، این ماشین مجهز به 4عدد دوربین پیشرفته جهت چک‌کردن درب‌ها در جهات مختلف و جداسازی محصول نامنطبق است. ما تمامی منابع را در واحد تولیدی خود در اختیار داریم تا کیفیت محصول را مطابق با مشخصات تعیین‌شده توسط مشتریان به‌روز کنیم.
تولید درب دهانه 28 میلی‌متری پلی اتیلن گازبند و آب‌بند در رنگ‌های مختلف مخصوص آب معدنی و انواع نوشیدنی‌های گازدار و غیرگازدار است. در کشورهای معتبر اروپایی سال‌هاست که درب‌های لاینردار از رده خارج شده است و به جای آن از این نوع درب استفاده می‌شود.

## صادرات محصول
هلدینگ عالیس یکی از بزرگترین تولیدکنندگان و صادرکنندگان انواع نوشیدنی درکشور است که تمام سعی خود را طی این سال ها بر آن داشته است تا بتواند با بهره گیری از بهترین و با کیفیت ترین مواد اولیه و تکنولوژی روز دنیا محصولی را ارائه دهد که برای صادرات به تمام دنیا مناسب باشد.
محصولات عالیس به کشورهایی چون قطر، امارات، سوریه، عراق، کردستان عراق، قزاقستان، ترکمنستان، لبنان، افغانستان و پاکستان صادر می‌شوند.

## شراکت صدا و سیما با عالیس
صداوسیما در افزایش فروش شرکت عالیس شریک است و به این دلیل در حجم زیاد به تبلیغ محصولات این شرکت می‌پردازد که فروش محصولات این شرکت بالا برود و مبلغ بزرگ‌تری به صداوسیما پرداخت شود.

### پاسخ به انتقادها
با توجه به حجم گسترده انتقادات نسبت به تبلیغات محصولات عالیس در صداوسیما، مدیرعامل این شرکت طی یادداشتی که در روزنامه کسب و کار و پایگاه خبری کسب و کار نیوز، به این انتقادات پاسخ داده‌است: در این قرارداد هم ما به صدا و سیما کمک می‌کنیم و هم آنها به شرکت ما، منافع برخی نیز در این میان تهدید می‌شود که دست از این هجمه‌ها برنمی‌دارند. طبیعی است کار خوب و استثنایی مورد هجمه قرار می‌گیرد.